# Peltodytes darlingtoni
Peltodytes darlingtoni är en skalbaggsart som beskrevs av Young 1961. Peltodytes darlingtoni ingår i släktet Peltodytes och familjen vattentrampare. Inga underarter finns listade i Catalogue of Life.